# Azodicarboxilat de dietil
L'azodicarboxilat de dietil, sovint abreujat DEAD, és el compost orgànic d'estructura CH₃CH₂O₂CN=NCO₂CH₂CH₃. Com ho indica la seva fórmula, la molècula consisteix en un grup funcional azo central, RN=NR, flanquejat per dos grups èster d'etil. Aquest líquid vermell ataronjat és un reactiu molt valuós, però també bastant perillós.

## Preparació
Encara que està disponible àmpliament en el mercat, l'azodicarboxilat de dietil es pot preparar al laboratori. Una síntesi en dos passos comença a partir de la hidrazina, primer per alquilació amb cloroformiat d'etil, seguida per una tractament de l'hidrazodicarboxilat de dietil amb clor o àcid nítric fumant vermell:

## Aplicacions
El DEAD és un component eficient en les reaccions de Diels-Alder i en la química click, per exemple, la síntesi del bicicle [2.1.0] pentà.
El DEAD és un reactiu important en la reacció de Mitsunobu, on forma un adducte amb les fosfines. En un estudi, el compost, juntament amb la trifenilfosfina i una calcona va formar una pirazolina:

## Seguretat
El DEAD és tòxic, sensible al xoc, i tèrmicament inestable. És manipulat com una dissolució, rarament com el compost pur. Els perills en la seva manipulació l'han fet caure en el desús en favor del DIAD (azodicarboxilat de diisopropil).